# Jery Sandoval
Jery Sandoval Sanabria, cunoscută și ca Jery s-a născut la Barranquilla, Columbia, pe 18 decembrie 1986 și este actriță, model și cântăreață. În Columbia este renumită pentru rolul "Maria Reyes" din telenovela “Familia Reyes” (versiunea columbiană a telenovelei argentiniene “Familia Roldán”) iar în prezent este în distribuția serialului mexican Codul Poștal (Código Postal) al rețelei “Televisa” în rolul Regina Corona.

## Începuturi
Tatăl ei, Jorge Sandoval, i-a insuflat interesul pentru cânt și muzică. Cânta deja în corul liceului Nuestra Señora del Carmen din localitate Carmen de Bolívar și făcea parte dintr-o orchestră denumită "Notas y Colores".
În 2000 și-a început activitatea în modeling, devenind imaginea hotelului Barranquilla Plaza , în același an situându-se pe locul al II-lea în concursul Chica Miércoles al revistei El Heraldo. Apoi a câștigat titlul de “Regină a Luminii” la Mesitas del Colegio (Cundinamarca) dotat cu un premiu de 3.000.000 pesos (aprox. 1300 USD) și învățat să abordeze publicul. Dar a vrut să caute alte orizonturi, întrucât, după cum spunea, “viața de model și regină nu mi-a plăcut”.
A făcut o scurtă trecere prin televiziune, lucrând la canalul Telebarranquilla la o emisiune numită Entre la rubia y la morena
În 2002 s-a stabilit la Bogotá încercând sa-și materializeze visul de a ajunge cântăreață.
Încercând să-și înregistreze primul disc, a apărut în programul Muy Buenos Días moderat de Jota Mario Valencia. A fost văzută în direct de Guillermo Restrepo, producătorul telenovelei “Familia Reyes", care apoi a invitat-o la un casting.

## Etapa din “Familia Reyes”
La început se intenționa să i se dea rolul "Hilda Reyes", obținut însă până la urmă de Constanza Camelo;obținu rolul "María Reyes". Jery luase ore de actorie în prealabil la academia lui Rubén di Pietro.
Familia Reyes fu un mare succes în televiziunea columbiană atingând un rating de 43.6 % (comparabil cu cel atins de Betty cea urâtă). Aceasta a dus între altele și la zile de filmări din ce în ce mai lungi și extenuante (două episoade pe zi) ceea ce a cauzat plecarea mai multor actori, între care și Jery care, pe lângă orele de filmare (07.00-22.00 sau peste) mai avea și ore de engleză de la 04.00.

## La televiziunea mexicană
La începutul lui 2006 a plecat în Mexic ca să participe la un nou proiect al rețelei Televisa, numit Código Postal care a înlocuit Rebelde. În prezent joacă rolul "Regina Corona" în telenovela în cauză.
Însă în octombrie 2006 ziarul columbian “El Tiempo” a precizat că “Televisa” i-a reziliat contractul, ca urmare a deciziei producătorilor telenovelei Código Postal. Acest lucru a generat proteste generalizate în rândurile admiratorilor artistei (autodenumiți Jeryfans) care consideră că, odată cu ieșirea acesteia se pierde principalul filon narativ al telenovelei.